# Microlicia souzae-limae
Microlicia souzae-limae är en tvåhjärtbladig växtart som beskrevs av Alexander Curt Brade. Microlicia souzae-limae ingår i släktet Microlicia och familjen Melastomataceae. Inga underarter finns listade i Catalogue of Life.